# Beligné
Beligné est une maison de coutellerie française fondée en 1610 à Langres (Haute-Marne). C'est une des entreprises les plus anciennes de France.

## Historique
Le nom Beligné se trouve orthographié de différentes manières entre le XVIIe et le XIXe siècle : Beligne, Beligné, Béligné, Beligney, Belignez, Beligner, Belignier.
Au cours des siècles, les dirigeants successifs ont du s’adapter aux évolutions du marché.
A l’origine, fabricants de couteaux de poche et de table puis d’instruments de chirurgie et de ciseaux, ils choisirent ensuite de s’orienter vers une activité de négoce, de représentation et de distribution.
Beigné assure la distribution de plusieurs marques de coutellerie dont Victorinox depuis 1914.

## La dynastie

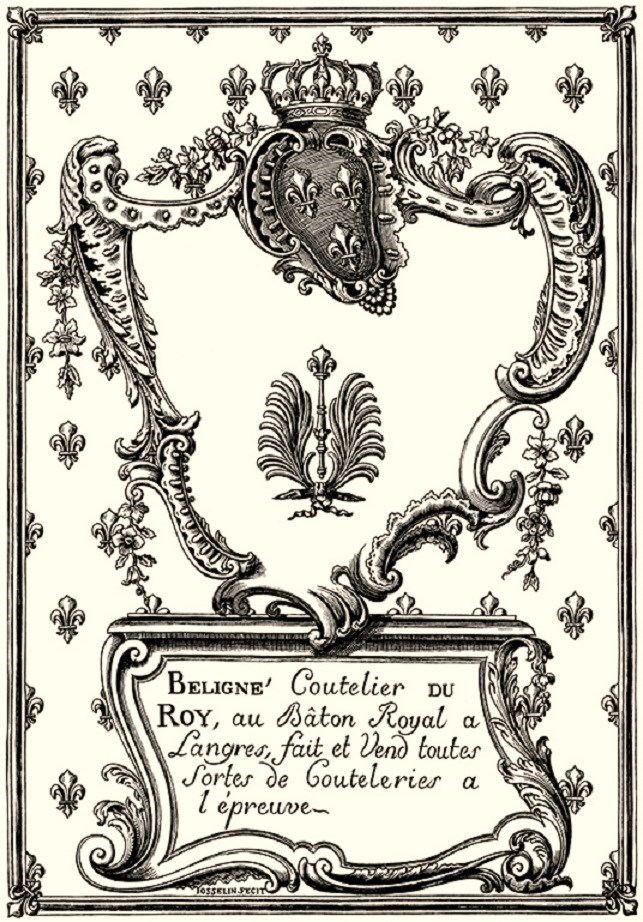
« le Bâton Royal »

1610 est considérée comme l’année de création de la Maison Beligné, lorsque le premier Beligné devient compagnon.
Son fils François Beligné (1625-1697) devient maître coutelier en 1654. Sa marque  fut « la perle » et sa devise Virtus et labor patrum fasti (La vertu et le labeur des ancêtres portent bonheur).
Nicole Beligné (1655-1692), fille aînée de François, épousa Denis Diderot (1654-1726) le 20 juin 1679. À cette occasion, Denis Diderot reprend l'enseigne des Beligné (la perle) et leur devise. La raison de la transmission de « la perle » aux Diderot reste inconnue. Elle se fait à l'époque où Didier Beligné (1657-1701) est nommé coutelier du roi. Une hypothèse pourrait donc être qu'il a laissé la perle à sa sœur et son beau-frère pour prendre comme marque le « Bâton Royal ». Nicole et Denis eurent neuf enfants dont le troisième est Didier Diderot (né le 14 septembre 1685 - père de l'écrivain Denis Diderot).

Pierre Claude Beligné (1685-1726) devint maître coutelier en 1707. Le Musée du Louvre possède un de ses couteaux, en acier et « écaille incrusté d'argent », datant du premier tiers du XVIIIe siècle.

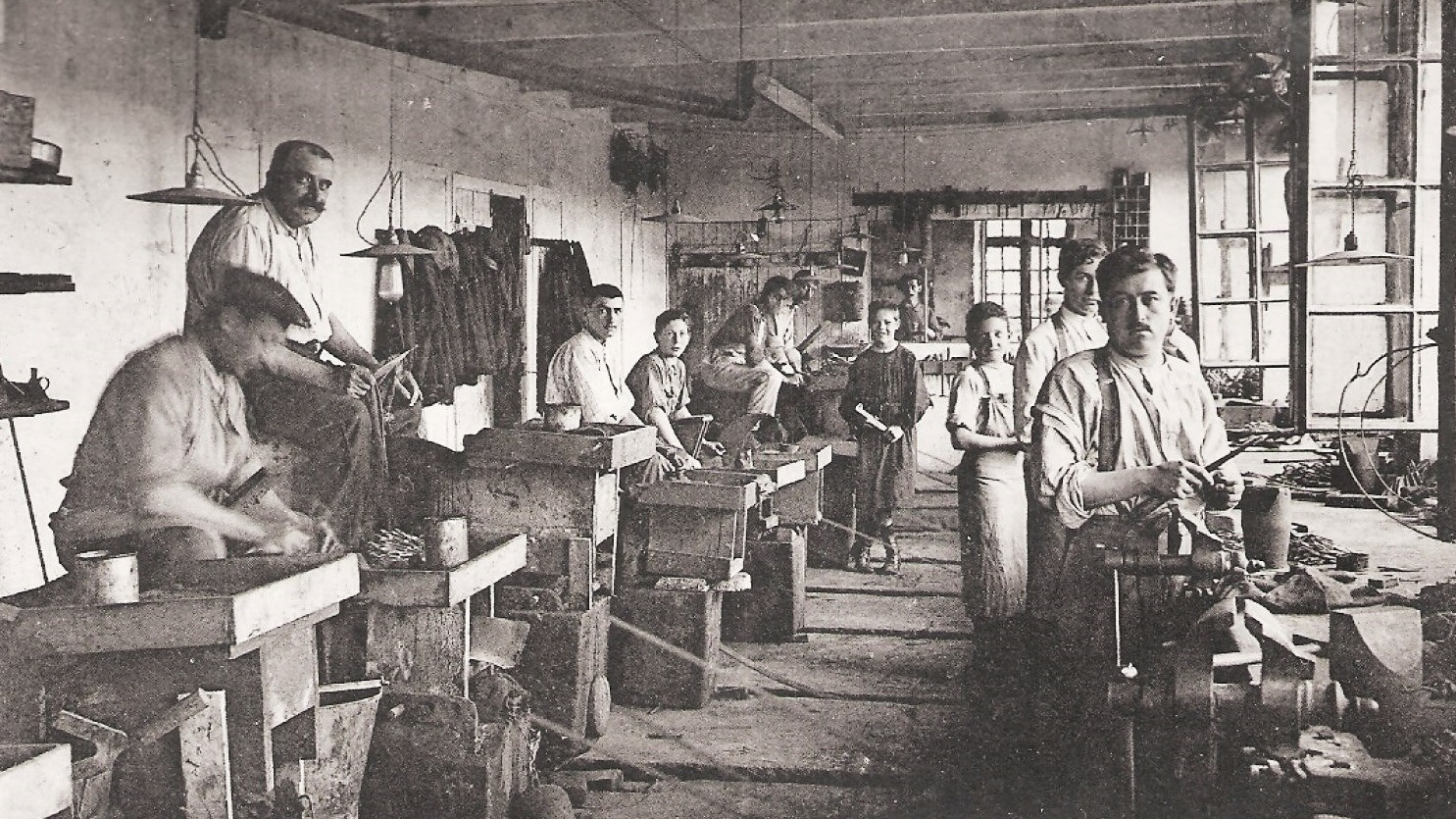
L'atelier de montage de la Coutellerie Beligné à Nogent (52) en 1930.

Nicolas Claude Beligné (1709-1781) devint maître coutelier en 1729 et coutelier du roi en 1745.
Pierre Beligné (1731-1811) est nommé coutelier du roi en 1759.
Hyacinthe Beligné (1758-1808) est nommé coutelier du roi en 1783.
En 2005, l'entreprise déménage dans de nouveaux locaux.